# Black Point (cantor)
Jonás Joaquín Ortiz Alberto (nascido em 1989), mais conhecido pelo nome artístico Black Point (creditado como Black Jonas Point) é um rapper, compositor e produtor dominicano.

## Carreira
Ortiz, junto com Del Patio, escreveu e foi a canção de Pitbull "Watagatapitusberry", que alcançou o número 30 no quadro nos Billboard Latin Songs e número 13 no quadro nos Billboard canções Tropical.
Ortiz realizada durante a parada do dia de porto-riquenho 2010 na cidade de Nova York.

## Discografia

### Álbuns de estúdio
- Armando (de Pitbull)

### Singles
- 2010 - Watagatapitusberry

### Mixtape
- 2010 - Te Dio Pa Eso